# Hannover Messe

Рекламный плакат выставки 1947 года

Ганноверская промышленная выставка-ярмарка (Hannover Messe) — крупнейшая в мире промышленная выставка. Проводится в Ганновере, Германия. Обычно в выставке участвуют около 6 тысяч экспонентов и около 200000 посетителей.
Первая Ганноверская ярмарка была проведена в 1947 году в здании уцелевшей во время войны фабрики в городе Латцен под руководством Британской военной администрации для стимулирования промышленной активности в рамках послевоенного восстановления Германии.
В 1980-х годах рост телекоммуникационной промышленности и информатизация вынудили организатора выставки Deutsche Messe AG разделить выставку, выделив в отдельную выставку CeBIT указанные направления.

Время проведения в 2013 году: 08.04.2013 — 12.04.2013.
Темы:
- Аккумуляторы и батареи
- Автомобильная промышленность
- Высокие технологии, инновации
- Информатика
- Контрольное оборудование и автоматика
- Многоотраслевые выставки
- Машиностроение
- Нанотехнологии, новые технологии
- Приборы, сенсоры, датчики
- Подшипники, шестерни, детали станков
- Связь
- Субподряд
- Телекоммуникации
- Энергетика
- Электроника и электроэнергетика